# Carapoia crasto
Carapoia crasto is een spinnensoort uit de familie trilspinnen (Pholcidae). De soort komt voor in Brazilië.